# Léonard Daghelinckx
 Gustave Léonard Daghelinckx (* 10. April 1900 in Borgerhout, Antwerpen; † 3. März 1986 ebenda) war ein belgischer Bahnradsportler.
Zwischen 1920 und 1924 wurde Léonard Daghelinx dreimal belgischer Meister im Sprint der Amateure. Zweimal nahm er an Olympischen Sommerspielen teil: 1920 in Antwerpen startete er im Sprint und im Tandemrennen (mit John Slaets). In beiden Disziplinen schied er schon im Vorlauf aus.
1924 in Paris errang Daghelinckx mit dem belgischen Bahnvierer (Rik Hoevenaers, Fernand Saivé, Jean Van den Bosch) die Bronzemedaille. Im Halbfinale verlor die belgische Mannschaft gegen die italienische, die die Mannschaftsverfolgung schon vier Jahre zuvor gewonnen hatte. Dabei wurden zwei Läufe gefahren: Im ersten Lauf gewann Italien gegen Belgien, da aber einer der belgischen Fahrer seit der ersten Runde mit einem platten Reifen gefahren war, entschied die Jury, den Lauf wiederholen zu lassen. Aber auch diesen zweiten Lauf gewann das favorisierte Team aus Italien. Daghelinckx startete auch im 50-Kilometer-Scratchrennen, das er aber nicht beendete.
Nach Beendigung seiner Radsport-Laufbahn eröffnete Daghelinckx eine Metzgerei in Borgerhout. Zudem begründete er ein Importgeschäft für Pferdefleisch.